# Нові Лазі
Нові Лазі (словен. Novi Lazi) — поселення в общині Кочев'є, регіон Південно-Східна Словенія, Словенія. Висота над рівнем моря: 545,7 м.